# Nacionalisme occità

Bandera independentista occitana.

L'Estelada, bandera independentista occitana d'esquerra.

El nacionalisme occità és un moviment polític que reivindica la creació de l'Estat d'Occitània secessionat de França. Reivindica bàsicament gran part del sud de França, a més de Mònaco i alguns territoris d'Espanya (la Vall d'Aran) i Itàlia (Valls Occitanes), com a part de la nació occitana. El fonament del nacionalisme és lingüístic i cultural encara que actualment l'occità és minoritari a tot el seu àmbit lingüístic.

## Orígens actuals

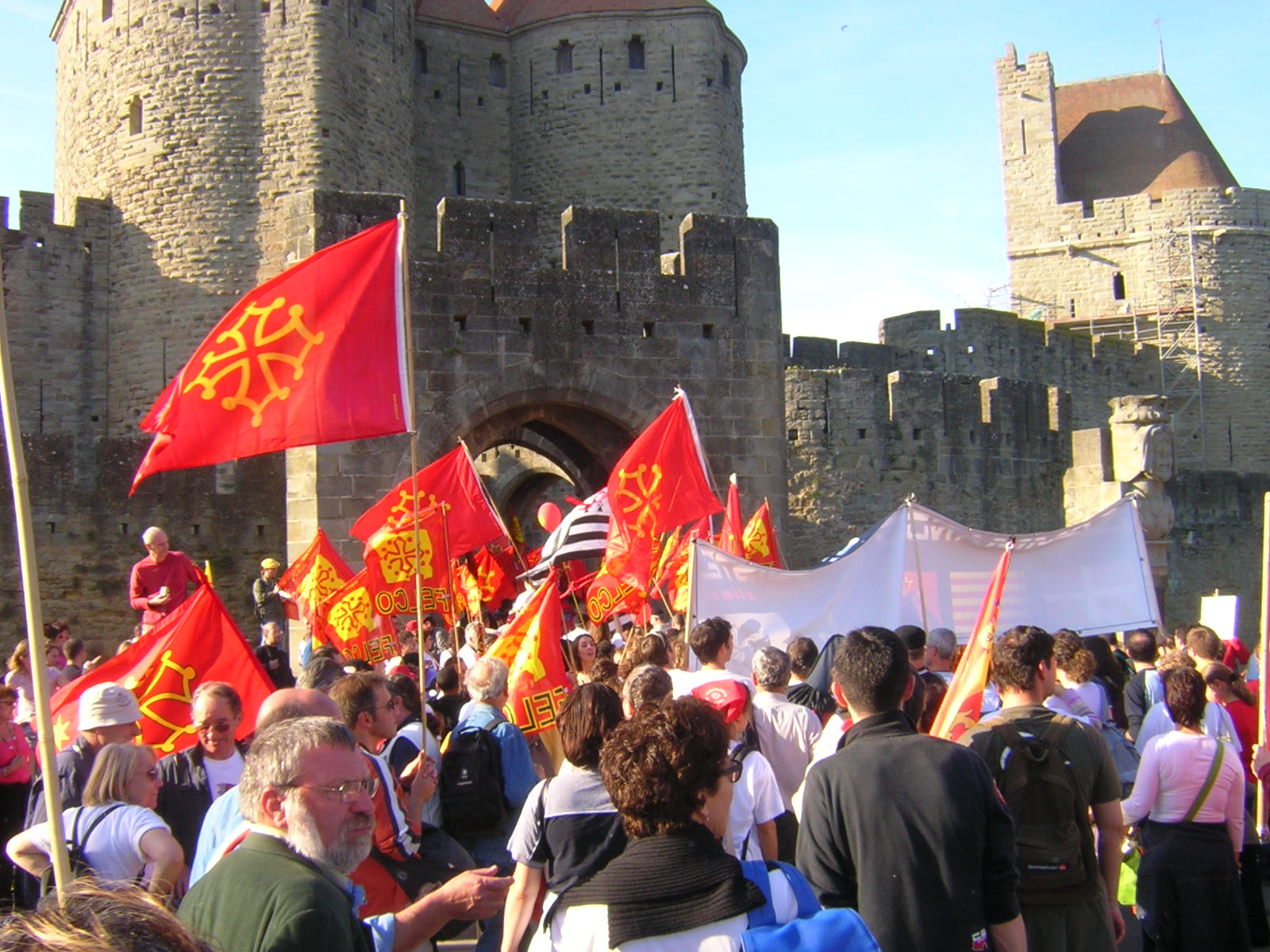
Manifestació occitanista a Carcassona el 2005.

El nacionalisme occità sorgeix com un sentiment de greuge de les regions del sud de França provocat per la reestructuració econòmica i energètica empresa pel gaullisme durant els anys 60, que hauria donat prioritat a les més pròsperes regions del nord. Posteriorment, a partir de 1968 es dona un ressorgiment cultural occità que, combinat amb la protesta econòmica, desemboca en la dècada dels 70 en una reivindicació nacionalista que considerava que Occitània era una colònia interna de l'Estat centralista francès.
L'esdevenir de la conjuntura econòmica internacional en les següents dècades va desbordar l'explicació del colonialisme intern i, com altres moviments nacionalistes tant de la resta de França com d'Europa, l'eix central de la reivindicació va passar a ser la identitat cultural i el dret de les minories.
Durant els anys 80 el nacionalisme occità va retrocedir i va perdre influència a la societat a causa bàsicament de la seva fragmentació en nombrosos partits i organitzacions de diferent ideologia, i a la seva incapacitat per poder articular un moviment romanticista que abastés un territori tan ampli (entre un terç i la meitat de França) amb una realitat social molt heterogènia. A partir dels anys 90 el moviment polític occità podria qualificar-se de marginal.
No obstant això, el nacionalisme occità ha guanyat influència, a partir de la creació de Libertat!.

## Territori reivindicat

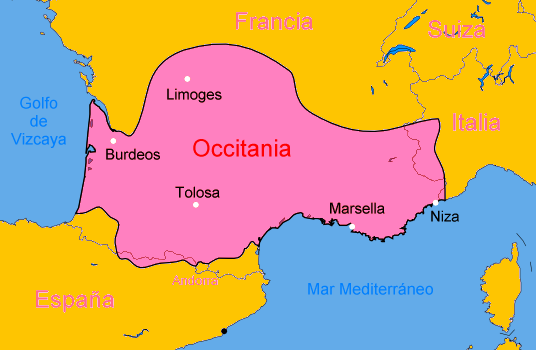
Mapa polític d'Occitània segons el nacionalisme occità.

El nacionalisme occità proposa com a capital d'Occitània a la ciutat de Tolosa de Llenguadoc.
A la següent taula es detalla l'extensió i població dels territoris reivindicats pel nacionalisme occità:
| Estat               | Territori reivindicat                                | Extensió (km²) | Habitants  |
| ------------------- | ---------------------------------------------------- | -------------- | ---------- |
| Espanya ·           | Vall d'Aran (Catalunya)                              | 634            | 10.000     |
| França ·            | Aquitània (excepte el País Basc del Nord)            | 38.366         | 2.800.000  |
| França ·            | Alvèrnia                                             | 26.013         | 1.327.000  |
| França ·            | Llenguadoc-Rosselló (excepte els Pirineus Orientals) | 23.260         | 2.098.000  |
| França ·            | Llemosí                                              | 16.942         | 712.000    |
| França ·            | Migdia-Pirineus                                      | 45.348         | 2.687.000  |
| França ·            | Provença-Alps-Costa Blava                            | 31.400         | 4.666.000  |
| Itàlia ·            | Guàrdia Piamontesa (Calàbria)                        | 21             | 2.000      |
| Itàlia ·            | Valls Occitanes (Ligúria)                            | 4.500          | 200.000    |
| Itàlia ·            | Valls Occitanes (Piemont)                            | 4.500          | 200.000    |
| Principat de Mònaco | Principat de Mònaco                                  | 2              | 33.000     |
|                     | Occitània                                            | 190.986        | 14.735.000 |

## Organitzacions nacionalistes occitanes

### Moviments actuals

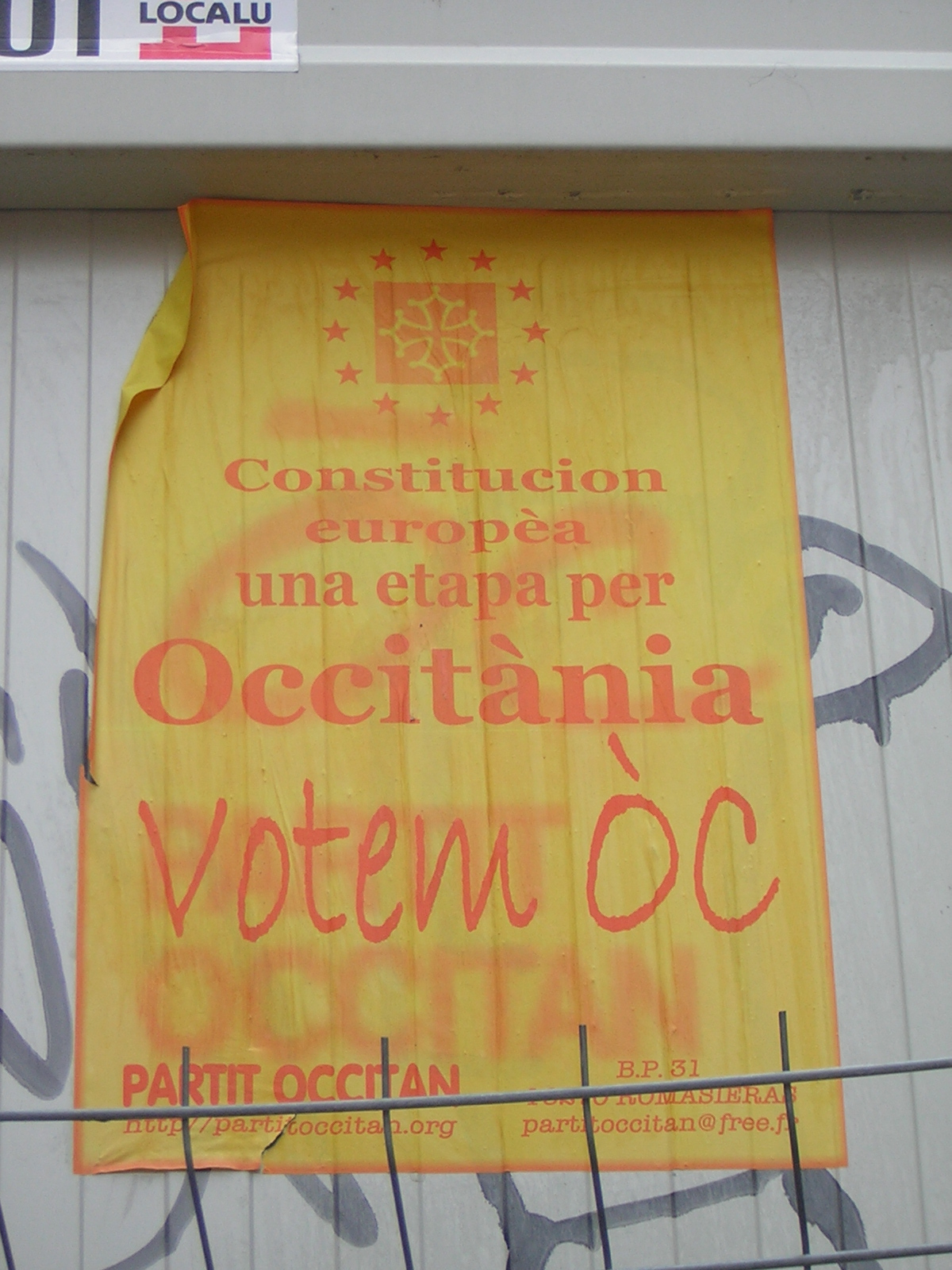
Cartell del Partit Occitan donant suport al projecte de Constitució Europea.

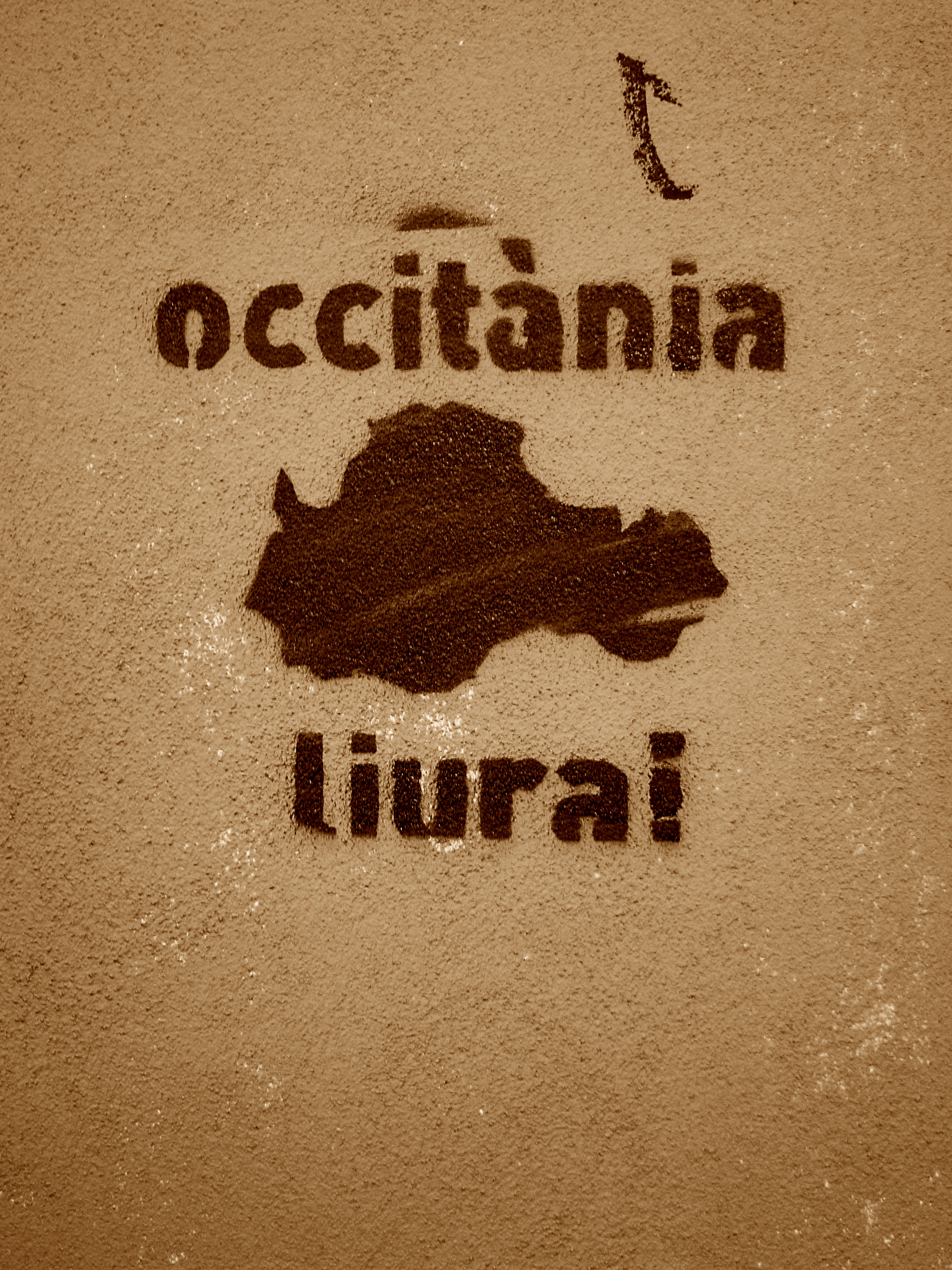
Grafit independentista a Tolosa de Llenguadoc.

Logo del PNO.

- Partit de la Nación Occitana (PNO), independentista[5]
- Partit Occitan (PÒC), autonomista.[6]
- Aligança Liura Europèa- Partit democratic dels pòbles d'Euròpa (ALE/PDPE), inclòs en el Partit Occitan dins d'una confederació de partits a nivell europeu
- Regions e Pòbles Solidaris (RPS), inclòs en el Partit Occitan dins d'una confederació de partits a nivell estatal francès
- Libertat!,[7] grup d'acció independentista d'extrema esquerra i revolucionari
- Convergéncia Democrática Aranesa-Partit Nacionalista Aranés, autonomista i centrista, implantat a la Vall d'Aran
- Unitat d'Aran, autonomista, socialdemòcrata, implantat a la Vall d'Aran (Catalunya)
- Unitat d'Òc, coalició electoral propera al Partit de la Nación Occitana, implantada a Aquitània
- Movement Regionalista Lengadocian, coalició electoral propera al Partit de la Nación Occitana, implantada al Llenguadoc
- Gardarem la Tèrra, grup d'acció altermundista
- Hartèra, grup d'acció d'esquerres i juvenil, amb implantació al Bearn
- Iniciativa Per Occitània, grup polític, cultural i social[8]
- Linha Imaginòt, grup d'acció partidari d'una Occitània sota administració francesa, anti-independentista i anticentralista
- Occitània Libertària, grup d'acció llibertari, implantat al Llenguadoc
- País Nòstre, grup electoral regionalista, implantat al Llenguadoc
- Paratge, grup independentista, implantat a les Valls Occitanes i la Provença.[9]

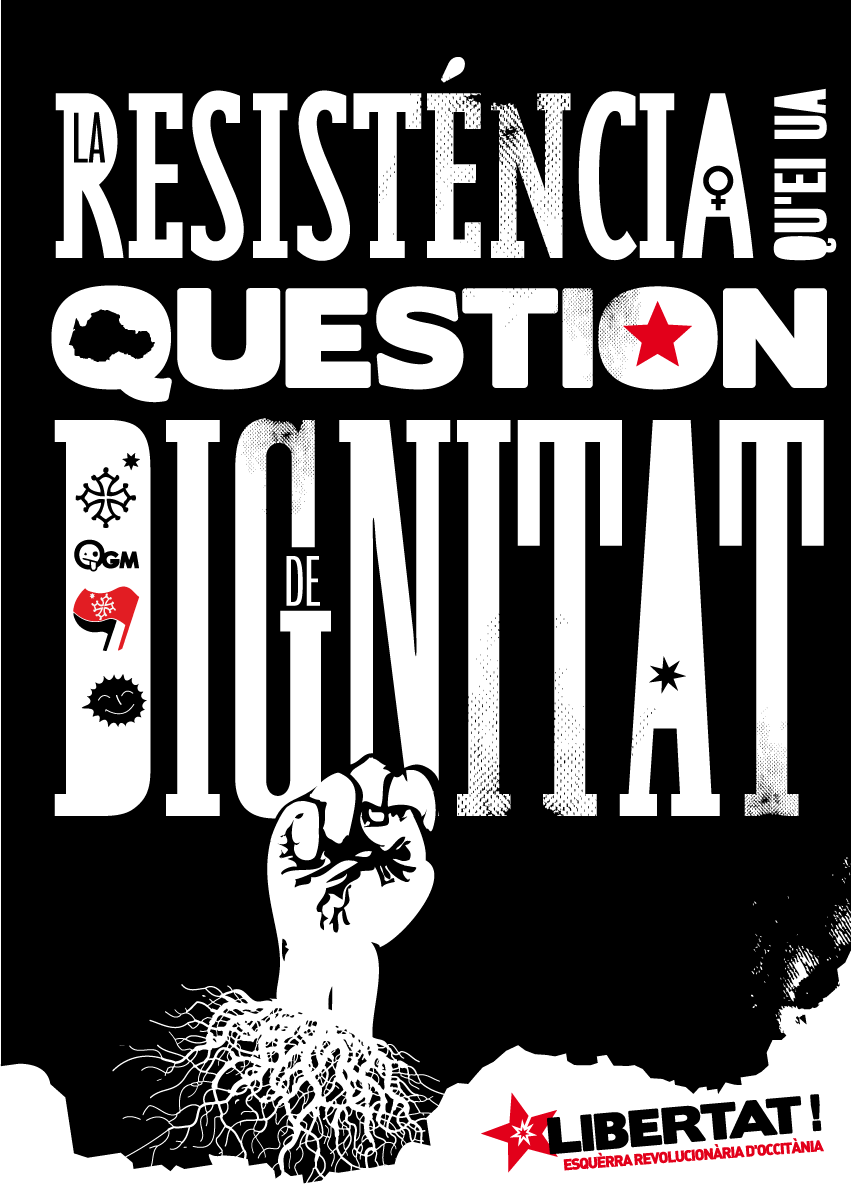
Cartell de Libertat !

### Moviments desapareguts
- Volèm Viure Al País (VVAP), autonomista, d'esquerres
- Anaram Au Patac[10] (AAP), independentista, d'extrema esquerra
- Lucha Occitana, autonomista, d'extrema esquerra[11]
- Pòble d'Òc, independentista i llibertari
- Comitats d'Acción Occitana (CAO), d'esquerres
- Partit Provençau, autonomista
- Comitat Occitan d'Estudis e d'Acción (COEA), autonomista d'esquerres
- Entau País, autonomista, implantat a la Gascunya
- Federación Anarquista-Comunista d'Occitània (FACO), independentista, comunista llibertària
- Corrent Revolucionari Occitan (CRÒC), independentista, d'extrema esquerra
- Movement Autonomista Occitan (MAO), autonomista, implantat a les Valades Occitanes